# Eucratide I
Eucratide I (... – 145 a.C.) è stato uno dei più importanti sovrani del Regno greco-battriano.
Rovesciò la dinastia di Eutidemo I sostituendola con la propria, combatté contro i re indo-greci, i sovrani del regno ellenistico dell'India nord-occidentale, conquistò territori fino all'Indo, ma fu alla fine sconfitto e spinto indietro fino alla Battria.
La monetazione di Eucratide è ampia e prestigiosa, suggerendo un dominio di notevole rilievo.

## Biografia

### Ascesa al trono ed espansione

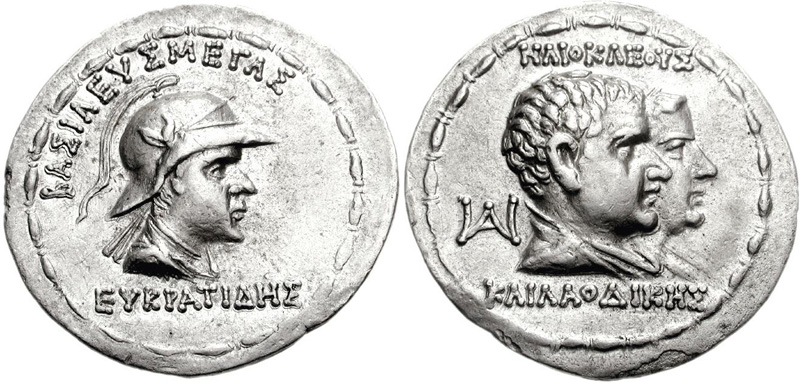
Tetradramma d'argento di Eucratide, recante al rovescio i profili di Heliocles e Laodike, probabilmente i genitori di Eucratide.

Eucratide salì al trono rovesciando la dinastia instaurata da Eutidemo I in Battria e che suo figlio Demetrio I stava portando a dominare anche sull'India occidentale; il re rovesciato da Eucratide fu probabilmente Antimaco I. Non è chiaro se Eucratide fosse un ufficiale battriano ribelle o, come suggerito da alcuni studiosi, un cugino del sovrano seleucide Antioco IV Epifane che cercò di riconquistare il territorio battriano, seceduto dall'Impero seleucide all'epoca di Diodoto I; alcune monete di Eucratide raffigurano quelli che furono probabilmente i suoi genitori, il padre Heliocles e la madre, che indossa un diadema regale, Laodice, il cui nome suggerisce un legame con la famiglia imperiale seleucide. Secondo Marco Giuniano Giustino, Eucratide salì al trono quasi contemporaneamente a Mitridate I di Partia (171 a.C.):
(Giustino, xli.6)
Divenuto signore di Battria, Eucratide conquistò le regioni occidentali del Regno indo-greco: secondo Giustino, Eucratide sconfisse "Demetrio re degli Indiani", vale a dire Demetrio I o Demetrio II:
(Giustino, xli.6)

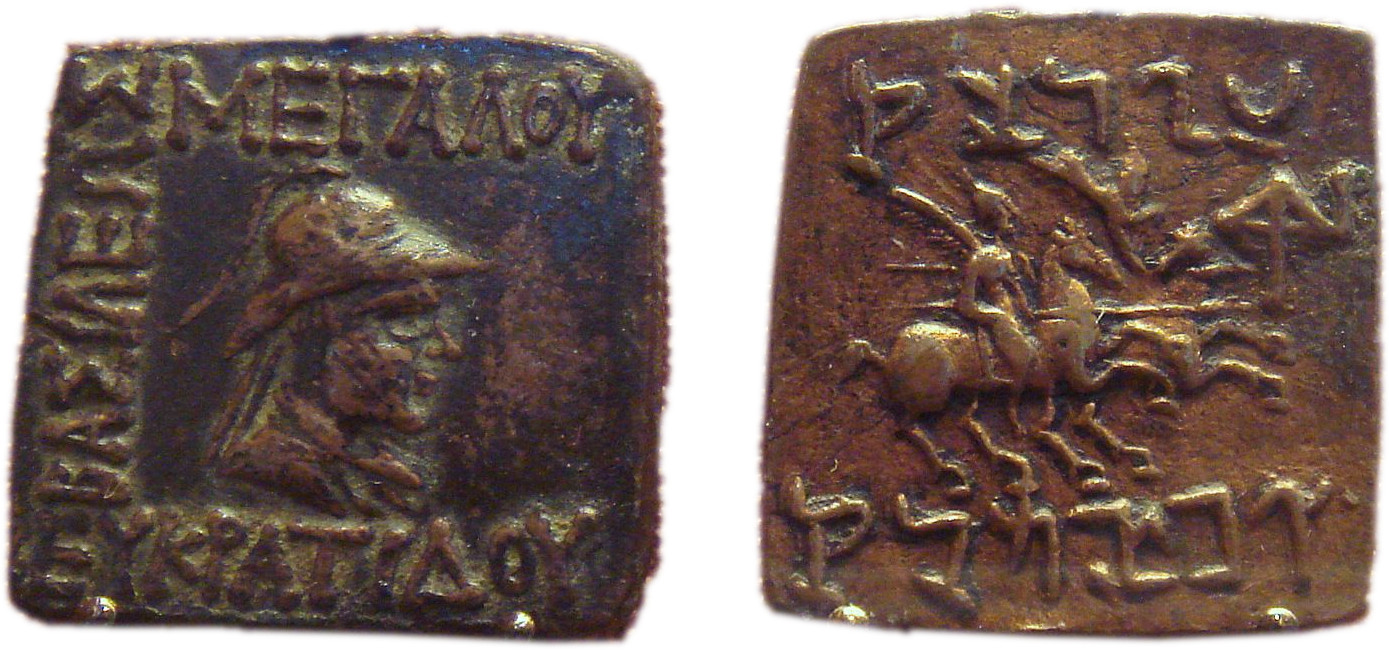
Moneta bilingue di Eucratide secondo lo standard indiano: al dritto in lingua greca, al rovescio in lingua pāli con alfabeto kharoshthi.

I ritrovamenti numismatici suggeriscono che Eucratide fosse contemporaneo dei re indo-greci Apollodoto I, Antimaco II e Menandro I. In ogni caso, le avanzate di Eucratide in India sono confermate dall'abbondanza delle sue emissioni bilingui, in lingua greca e pali.

### Declino e morte
A occidente il re parto Mitridate I iniziò ad allargare il suo dominio e attaccò Eucratide; la città di Herat cadde nel 167 a.C. e i Parti riuscirono a conquistare due province tra Battria e Partia, che Strabone chiama i paesi degli Aspioni e dei Turiua.

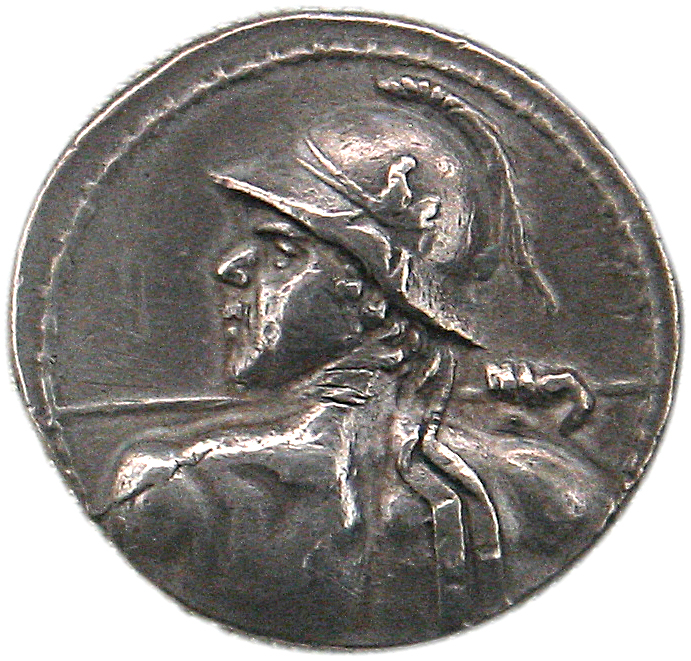
Moneta raffigurante Eucratide che regge una lancia.

Giustino termina il suo racconto della vita di Eucratide affermando che il sovrano guerriero fu assassinato sulla via del ritorno dall'India dal suo stesso figlio (Eucratide II o Eliocle I, sebbene vi siano congetture sulla possibilità che si sia trattato del figlio del suo nemico, Demetrio II), che odiava tanto il proprio padre da trascinarne il cadavere col proprio carro:
(Giustino, xli,6)

## Successori di Eucratide
L'assassinio di Eucratide portò probabilmente alla guerra civile tra i membri della sua dinastia. I suoi successori furono Eucratide II e Eliocle I, che fu l'ultimo sovrano greco a regnare sulla Battria: quando le tribù degli Yuezhi travolsero Eliocle, i Greco-battriani persero il controllo delle province a nord dell'Hindu Kush. Altri due membri della dinastia furono Platone di Battria e probabilmente Demetrio II, che in questo caso sarebbe un personaggio differente dal sovrano che Giustino descrive come nemico di Eucratide.
Il dominio dei Greco-battriani franò a seguito di numerose guerre:
(Giustino, xli.6)
Ad ogni modo, il dominio degli Indo-greci sui territori a sud dell'Hindu Kush durò per altri 150 anni, infine collassando sotto la pressione dell'invasione degli Sciti intorno al 10 a.C.